# Костянтин VI (патріарх Константинопольський)
Патріарх Костянтин VI (грец. Πατριάρχης Κωνσταντίνος ΣΤ΄ Αράμπογλου; 1859, Бурса — 28 листопада 1930 року, Афіни) — єпископ Константинопольської православної церкви, 263-й Патріарх Константинопольський.

## Біографія
З 1877 роки навчався у богословській школі на острові Халки, яку закінчив в 1885 році.
5 березня 1896 Священним Синодом Константинопольського Патріархату був обраний єпископом Родостольським, вікарієм Адріанопольской митрополії з титулом єпископа Саратна-Еклезійского. 10 березня того ж року в Галатському храмі Божої Матері Кафатіанської відбулася його єпископська хіротонія.
З 22 липня 1899 року — митрополит Веллійський і Коницький.
З 29 червня 1906 року — митрополит Трапезундський.
З 2 квітня 1913 року — митрополит Кізікський.
З 10 лютого 1922 року — митрополит Пруський.
З 8 травня 1924 року — митрополит Деркський.
17 грудня 1924 помер патріарх Григорій VII і в той же день митрополит Костянтин був обраний його наступником, після чого він і двоє інших кандидатів на патріарший престол були затримані турецькою поліцією, оскільки не мали необхідних для перебування в Константинополі документів. Питання стало предметом розгляду змішаної франко-англо-греко-турецької комісії. Комісія зробила висновок, що патріарха слід звільнити, однак, за наполяганням турецької сторони, кемалістський уряд отримав негласний дозвіл вислати його з Туреччини. Ці вибори загострили відносини між Туреччиною і Грецією. Згідно Лозаннському договору, патріархом міг бути обраний тільки житель Константинополя, а новий кандидат, хоч і турецький підданий, жив поза Константинополем і, за договором, підлягав депортації. Майже відразу після виборів турецький уряд зажадав його депортації. Патріарх Костянтин VI встиг оголосити про скликання в день П'ятидесятниці 1925 року в Єрусалимі Всеправославного собору (який, не відбувся); 30 січня 1925 року, не дивлячись на протест парламенту Греції, був висланий з Туреччини.
1 лютого 1925 року вигнаний патріарх прибув до Салонік. Невдоволення Афін було сильним, а релігійні групи в інших країнах були обурені, особливо Англіканська церква. Георгій Ексіндаріс, один з членів змішаної комісії, подав у відставку. Архієпископ Афінський телеграфував главам усіх релігійних конфесій Європи та Америки і вимагав втрутитися в ситуацію.
Після репатріації спробував повернуться до Туреччини, але турецький уряд його не впустив.
У квітні 1925 року переговори між турецьким і грецьким урядами з приводу депортації патріарха Костянтина VI завершилися досягненням угоди. Грецька влада звернулися до 58 митрополитів Патріархату з проханням визнати скинення патріарха (більшість з них з 1912 року перебували в Греції).
22 травня і сам Костянтин VI сповістив грецький уряд, що він відмовляється від патріаршества і послав відповідне прохання до синоду. У тексті зречення зазначалося: «Вважаючи, що безпрецедентне вигнання нас з престолу викличе негаразди в найдавнішому Константинопольському Патріархаті, статус якого затверджено Святими Вселенськими соборами, ми ухвалили рішення, відоме всій нашій ієрархії, згідно з яким ми прагнемо принести мир в інституцію Вселенського патріархату, як викладено в нашому меморандумі Ліги Націй».
Жив деякий час в Халкиді, потім оселився в Неа-Філадельфії.
Помер 28 листопада 1930 року в Афінах. Похований на Першому афінському кладовищі.